# Chartres (quận)
Quận Chartres là một quận của Pháp, nằm ở tỉnh Eure-et-Loir, ở vùng Centre-Val de Loire. Quận này có 11 tổng và 162 xã. Dân số của của quận Chartres là 209.218 (tính đến năm 2016), và diện tích của là 2.129,5 km 2 (822,2 dặm vuông)

## Các đơn vị hành chính

### Các tổng
Các tổng của quận Chartres là: 
1. Auneau
2. Chartres-Nord-Est
3. Chartres-Sud-Est
4. Chartres-Sud-Ouest
5. Courville-sur-Eure
6. Illiers-Combray
7. Janville
8. Lucé
9. Maintenon
10. Mainvilliers
11. Voves

### Các xã
Các xã của quận Chartres, và mã INSEE là: 
| 1. Allaines-Mervilliers (28002)        | 2. Allonnes (28004)                      | 3. Amilly (28006)                     | 4. Ardelu (28009)                      |
| 5. Aunay-sous-Auneau (28013)           | 6. Auneau (28015)                        | 7. Baignolet (28020)                  | 8. Bailleau-Armenonville (28023)       |
| 9. Bailleau-l'Évêque (28022)           | 10. Bailleau-le-Pin (28021)              | 11. Barjouville (28024)               | 12. Barmainville (28025)               |
| 13. Baudreville (28026)                | 14. Beauvilliers (28032)                 | 15. Berchères-Saint-Germain (28034)   | 16. Berchères-les-Pierres (28035)      |
| 17. Billancelles (28040)               | 18. Blandainville (28041)                | 19. Bleury (28042)                    | 20. Boisville-la-Saint-Père (28047)    |
| 21. Boncé (28049)                      | 22. Bouglainval (28052)                  | 23. Briconville (28060)               | 24. Béville-le-Comte (28039)           |
| 25. Cernay (28067)                     | 26. Challet (28068)                      | 27. Champhol (28070)                  | 28. Champseru (28073)                  |
| 29. Charonville (28081)                | 30. Chartainvilliers (28084)             | 31. Chartres (28085)                  | 32. Chauffours (28095)                 |
| 33. Chuisnes (28099)                   | 34. Châtenay (28092)                     | 35. Cintray (28100)                   | 36. Clévilliers (28102)                |
| 37. Coltainville (28104)               | 38. Corancez (28107)                     | 39. Courville-sur-Eure (28116)        | 40. Dammarie (28122)                   |
| 41. Dangers (28128)                    | 42. Denonville (28129)                   | 43. Droue-sur-Drouette (28135)        | 44. Ermenonville-la-Grande (28141)     |
| 45. Ermenonville-la-Petite (28142)     | 46. Fains-la-Folie (28145)               | 47. Fontaine-la-Guyon (28154)         | 48. Fontenay-sur-Eure (28158)          |
| 49. Francourville (28160)              | 50. Fresnay-l'Évêque (28164)             | 51. Fresnay-le-Comte (28162)          | 52. Fresnay-le-Gilmert (28163)         |
| 53. Fruncé (28167)                     | 54. Gallardon (28168)                    | 55. Garancières-en-Beauce (28169)     | 56. Gas (28172)                        |
| 57. Gasville-Oisème (28173)            | 58. Gellainville (28177)                 | 59. Germignonville (28179)            | 60. Gommerville (28183)                |
| 61. Gouillons (28184)                  | 62. Guilleville (28189)                  | 63. Hanches (28191)                   | 64. Houville-la-Branche (28194)        |
| 65. Houx (28195)                       | 66. Illiers-Combray (28196)              | 67. Intréville (28197)                | 68. Janville (28199)                   |
| 69. Jouy (28201)                       | 70. La Bourdinière-Saint-Loup (28048)    | 71. La Chapelle-d'Aunainville (28074) | 72. Landelles (28203)                  |
| 73. Le Coudray (28110)                 | 74. Le Favril (28148)                    | 75. Le Gué-de-Longroi (28188)         | 76. Le Puiset (28311)                  |
| 77. Les Châtelliers-Notre-Dame (28091) | 78. Levainville (28208)                  | 79. Levesville-la-Chenard (28210)     | 80. Louville-la-Chenard (28215)        |
| 81. Lucé (28218)                       | 82. Luisant (28220)                      | 83. Luplanté (28222)                  | 84. Lèves (28209)                      |
| 85. Léthuin (28207)                    | 86. Magny (28225)                        | 87. Maintenon (28227)                 | 88. Mainvilliers (28229)               |
| 89. Maisons (28230)                    | 90. Marchéville (28234)                  | 91. Meslay-le-Grenet (28245)          | 92. Mignières (28253)                  |
| 93. Mittainvilliers (28254)            | 94. Moinville-la-Jeulin (28255)          | 95. Mondonville-Saint-Jean (28257)    | 96. Montainville (28258)               |
| 97. Morainville (28268)                | 98. Morancez (28269)                     | 99. Moutiers (28274)                  | 100. Mérouville (28243)                |
| 101. Méréglise (28242)                 | 102. Mévoisins (28249)                   | 103. Neuvy-en-Beauce (28276)          | 104. Nogent-le-Phaye (28278)           |
| 105. Nogent-sur-Eure (28281)           | 106. Oinville-Saint-Liphard (28284)      | 107. Oinville-sous-Auneau (28285)     | 108. Ollé (28286)                      |
| 109. Orlu (28288)                      | 110. Orrouer (28290)                     | 111. Ouarville (28291)                | 112. Oysonville (28294)                |
| 113. Pierres (28298)                   | 114. Poinville (28300)                   | 115. Poisvilliers (28301)             | 116. Pontgouin (28302)                 |
| 117. Prasville (28304)                 | 118. Prunay-le-Gillon (28309)            | 119. Pézy (28297)                     | 120. Roinville (28317)                 |
| 121. Rouvray-Saint-Denis (28319)       | 122. Rouvray-Saint-Florentin (28320)     | 123. Réclainville (28313)             | 124. Saint-Arnoult-des-Bois (28324)    |
| 125. Saint-Aubin-des-Bois (28325)      | 126. Saint-Denis-des-Puits (28333)       | 127. Saint-Georges-sur-Eure (28337)   | 128. Saint-Germain-le-Gaillard (28339) |
| 129. Saint-Luperce (28350)             | 130. Saint-Léger-des-Aubées (28344)      | 131. Saint-Martin-de-Nigelles (28352) | 132. Saint-Piat (28357)                |
| 133. Saint-Prest (28358)               | 134. Saint-Symphorien-le-Château (28361) | 135. Saint-Éman (28336)               | 136. Sainville (28363)                 |
| 137. Sandarville (28365)               | 138. Santeuil (28366)                    | 139. Santilly (28367)                 | 140. Soulaires (28379)                 |
| 141. Sours (28380)                     | 142. Theuville (28383)                   | 143. Thivars (28388)                  | 144. Toury (28391)                     |
| 145. Trancrainville (28392)            | 146. Umpeau (28397)                      | 147. Ver-lès-Chartres (28403)         | 148. Viabon (28406)                    |
| 149. Vierville (28408)                 | 150. Villars (28411)                     | 151. Villeau (28412)                  | 152. Villebon (28414)                  |
| 153. Villeneuve-Saint-Nicolas (28416)  | 154. Voise (28421)                       | 155. Voves (28422)                    | 156. Vérigny (28402)                   |
| 157. Yermenonville (28423)             | 158. Ymeray (28425)                      | 159. Ymonville (28426)                | 160. Écrosnes (28137)                  |
| 161. Épeautrolles (28139)              | 162. Épernon (28140)                     |                                       |                                        |